# چاکاریا
چاکاریا (به لاتین: Chakaria) یک منطقهٔ مسکونی در بنگلادش است که در ناحیه کاکس‌بازار واقع شده‌است. چاکاریا ۶۴۳٫۴۶ کیلومتر مربع مساحت و ۴۰۹٬۳۴۶ نفر جمعیت دارد.